# Pável Lisitsián
Pável Guerásimovich Lisitsián (en ruso: Па́вел Гера́симович Лисициа́н, nacido Pogos Karapetovich, Погос Карапетович; 6 de noviembre de 1911-6 de julio de 2004) fue un famoso barítono ruso de destacadísima actuación en el Teatro Bolshói de Moscú entre 1940 y 1966. Junto al rumano Nicolae Herlea y el estonio Georg Ots representó lo mejor de la generación baritonal en Europa del Este.
Nacido en el seno de una familia armenia en la ciudad minera de Vladikavkaz, cerca de Grozni, comenzó cantando en coros de iglesias hasta que se mudó a Leningrado a estudiar chelo, donde finalmente se dedicó al canto estudiando en el conservatorio de esa ciudad entre 1932 y 1935.
De solista en el Teatro Maly de Leningrado, pasó al Bolshói moscovita donde permaneció hasta su retiro en 1966.
Se le permitió viajar fuera de la entonces Unión Soviética y cantó en La Scala, el Metropolitan Opera (1960) y otras plazas internacionales.
Como recitalista visitó más de treinta países y al final de su carrera se especializó en canciones folklóricas armenias.
Sus más famosas creaciones líricas fueron Eugene Onegin, Yeletsky en La dama de picas, Napoleón en La guerra y la paz de Prokófiev, Valentin en Fausto, Escamillo en Carmen y los grandes papeles para barítono de Verdi (Amonasro, Luna, Germont, etc.)
Entre 1967 y 1973 enseñó en el Conservatorio Yenevan.
Fue galardonado como "Artista del Pueblo de la USSR"
Sus hijas Karina y Ruzanna son cantantes de ópera y su nieta, la pianista Yelena Lisitsián vive en Nueva York.

## Discografía
- Pável Lisitsián - Arias Glinka, Rajmáninov, Rimski-Kórsakov, Chaikovski, Ravel, Choujadjian, Rubinstein, Leoncavallo, Verdi.

- Romances - Rajmáninov y Chaikovski

- Romances - Schubert, Schumann, Liszt, Grieg, Ravel y Saint-Saëns.

- Bizet - Carmen (Melik-Pashaev 1961 /Irina Arjípova, Mario del Monaco, Maslennikova).

- Puccini - La Bohème (Samosud 1956/Lemechev, Maslennikova).

- Prokófiev - War and Peace (Melik-Pashaev 1961/Kibkalo, Petrov, Vishnévskaya, Arjípova, Maslennikov, Verbitskaya).

- Chaikovski - The Queen of Spades (Melik-Pashaev 1949/ Nelepp, Smolenskaya, Borssenko, Korneyeva, Ivanov).

- Rimski-Kórsakov - Kashcheï the Immortal (Samosud 1948/ Pontriagin, Gradova, Kleshcheva, Poliakev).

- Rimski-Kórsakov - Sadko (Golovanov 1952/ Nelepp, Shumskaya, Davydova, Reizen, Kozlovski).